# Vývojová stádia trestného činu
Vývojová stádia trestného činu označují v trestním právu od sebe oddělitelné fáze jednání pachatele, jimiž postupně realizuje svůj úmysl spáchat (dokonat) trestný čin. Zájem společnosti na účinné ochraně hodnot vyžaduje, aby docházelo k účinnému potírání i takových společensky nebezpečných jednání, která vlastnímu dokonání trestného činu předchází, i když k dokonání trestného činu nedojde. Z logiky věci vyplývá, že o vývojových stádiích trestného činu lze hovořit jedině ve formě úmyslné.
Časná vývojová stádia, konkrétně pojetí myšlenky a projevení úmyslu spáchat trestný čin, postrádají trestněprávní relevanci. Tu mají až následující stádia, jimiž jsou příprava, pokus a dokonání trestného činu.
Dokonaný trestný čin v sobě konzumuje pokus i přípravu a pokus konzumuje přípravu. Tento vztah mezi vývojovými stádii, zvaný subsidiarita, vylučuje takový souběh trestných činů, který by porušoval zásadu ne bis in idem. Není-li trestný čin dokonán, je třeba zkoumat, zda se nejedná o pokus, a nejde-li ani o pokus, ještě může jít o přípravu.

## Irelevantní stádia
Časná vývojová stádia trestného činu, konkrétně pojetí myšlenky a projevení úmyslu navenek, nejsou trestněprávně relevantní.

### Pojetí myšlenky spáchat trestný čin
Jde o obligatorní stádium, ale bez dalšího jednání směřujícího k dokonání trestného činu je velice vzdálené potenciálnímu trestněprávnímu následku. Ze samotné myšlenky spáchat trestný čin ještě společnosti nebezpečí nehrozí a navíc není vůbec jisté, že se tato myšlenka bude realizovat.

### Úmysl spáchat trestný čin
Úmyslem spáchat trestný čin se rozumí bezpodmínečné a konečné rozhodnutí spáchat trestný čin. Toto stádium má význam například v německém trestním právu.[chybí lepší zdroj]

### Projevení navenek úmyslu spáchat trestný čin
Jde o fakultativní stádium, kdy se například pachatel chvástá před jinými tím, co má v úmyslu. Ani toto vývojové stádium nemá trestněprávní relevanci. Takovýto projev úmyslu spáchat trestný čin je ale třeba odlišit od trestných činů verbálních, při nichž již samotné vyjádření hrozby naplňuje skutkovou podstatu trestného činu. Je třeba zkoumat, zda v některých případech projevení úmyslu spáchat trestný čin nepůjde o naplnění skutkové podstaty (jiného) trestného činu.

## Relevantní stádia
Vývojovými stádii, která již trestněprávní relevanci mají, jsou příprava, pokus a dokonání trestného činu.

### Příprava trestného činu
Legální definice přípravy trestného činu je obsažena v § 20 odst. 1 trestního zákoníku: „Jednání pro společnost nebezpečné, které záleží v organizování zvlášť závažného trestného činu, v opatřování nebo přizpůsobování prostředků nebo nástrojů k jeho spáchání, ve spolčení, srocení, v návodu nebo pomoci k takovému trestnému činu anebo v jiném úmyslném vytváření podmínek pro jeho spáchání, je přípravou k trestnému činu, jestliže nedošlo k pokusu ani dokonání trestného činu.“
Typickou formou přípravy je:
- organizátorství, návod a pomoc – ve formě přípravy se vztahují ke zvlášť závažnému trestnému činu, přičemž se pachatel o tento čin nesmí ani pokusit (to je třeba odlišit od organizátorství, návodu a pomoci jako formy účastenství),
- opatřování nebo přizpůsobování prostředků nebo nástrojů ke spáchání trestného činu,
- spolčení – výslovná nebo konkludentní dohoda dvou nebo více osob o budoucím spáchání individuálně určeného zvlášť závažného trestného činu,
- srocení – shluk nejméně tří osob, které se může uskutečnit buď po výslovné dohodě těchto osob nebo i bez ní, na určitém místě v určitém čase, které směřuje ke spáchání zvlášť závažného trestného činu, ke kterému má bezprostředně dojít. Srocení je možné pouze v případě trestného činu násilné povahy.

Obecnou formou přípravy je jiné úmyslné vytváření podmínek pro spáchání zvlášť závažného trestného činu.

### Pokus trestného činu
Jednání, kterým pachatel směřoval ke spáchání trestného činu je pokusem, i když k dokonání trestného činu nedošlo.

### Dokonání trestného činu
Dokonání trestného činu je posledním trestněprávně relevantním vývojovým stádiem. Dokonaným trestným činem je takový čin, kterým byly naplněny všechny znaky některé ze skutkových podstat a který i jinak vykazuje všechny další znaky trestného činu.

### Dokončení trestného činu
Dokončením trestného činu se rozumí okamžik, kdy z pohledu pachatele je realizováno celé jeho trestní jednání. Například když pachatel bodl svou oběť několikrát, trestný čin dokonal již první ranou, ale dokončil až tou poslední.

## Trestnost přípravy a pokusu
Příprava a pokus jsou trestné v zásadě podle trestní sazby toho trestného činu, k němuž směřují. Při určení druhu a výměry trestu soud přihlédne u přípravy k trestnému činu a pokusu trestného činu též k tomu, do jaké míry se jednání pachatele k dokonání trestného činu přiblížilo, jakož i k okolnostem a k důvodům, pro které k jeho dokonání nedošlo. Soud může mimořádně snížit trest odnětí svobody pod dolní hranici trestní sazby, jestliže mj. odsuzuje pachatele za přípravu k trestnému činu nebo za pokus trestného činu a má vzhledem k povaze a závažnosti přípravy nebo pokusu za to, že by použití trestní sazby odnětí svobody stanovené trestním zákonem bylo pro pachatele nepřiměřeně přísné, a že lze účelu trestu dosáhnout i trestem kratšího trvání.
Trestnost přípravy a pokusu může také zaniknout, jestliže pachatel:
- upustil od dalšího jednání směřujícího ke spáchání (u přípravy) či dokonání (u pokusu) trestného činu a
- odstranil nebezpečí, které zájmu chráněnému trestním zákonem vzniklo z podniknuté přípravy nebo pokusu, nebo
- učinil oznámení o přípravě nebo pokusu v době, kdy nebezpečí, které vzniklo zájmu chráněnému trestním zákonem z podniknuté přípravy nebo pokusu, mohlo být ještě odstraněno, a to státnímu zástupci nebo policejnímu orgánu, voják může oznámení učinit veliteli nebo náčelníkovi,[3]
- podmínky splnil dobrovolně, což znamená, že se pachatel, a to třeba i mylně, domnívá, že spáchání trestného činu je možné. Pokud by vůle pachatele upustit od dalšího jednání či učinit oznámení byla vyvolána jeho vírou v nemožnost dokonat trestný čin, např. pro existenci obtížně překonatelné překážky, pro obavu z odhalení, případně v důsledku lsti, kterou oběť útoku pachatele užije, a které pachatel uvěří, případně v případě neúspěšného pokusu, nejde o dobrovolné jednání a jako takové není způsobilé vyvolat beztrestnost pachatele. Dobrovolné upuštění od trestního jednání musí mít trvalý charakter – pokud pachatel dobrovolně upustí od dokonání trestného činu, protože si to rozmyslí a jeho realizaci ponechá na vhodnější dobu, nestane se tím beztrestným.

## Obraz v kultuře
Možností kriminalizace časných stádií trestného činu a jejími důsledky se zabývá například sci-fi televizní seriál Star Trek: Vesmírná loď Voyager v epizodě Náhodné myšlenky (série 4, epizoda 10, v originále Random Thoughts).